# Грод, Пол
Пол М. Грод (англ. Paul M. Grod) или просто Пол Грод — канадский бизнесмен и юрист украинского происхождения, президент Всемирного конгресса украинцев (ВКУ) с 2018 года. Грод так же является президентом и генеральным директором компании Rodan Energy Solutions. Ранее он в течение десяти лет был вице-президентом ВКУ. Примечательно, что когда президент Владимир Путин ввел санкции в отношении 13 канадцев, то единственным, кто не является государственным чиновником, является Пол Грод, и ему не разрешен въезд в Россию.

## Образование
Грод является членом Общества юристов Онтарио и имеет степени бакалавра политологии, бакалавра права и магистра делового администрирования.

## Карьера
Грод является президентом и генеральным директором Rodan Energy Solutions. Прежде чем основать Rodan Energy Solutions, он работал корпоративным и инвестиционным банкиром в CIBC World Markets, а также юристом по корпоративным финансам, слияниям и поглощениям в Gowling WLG Он также является членом ассоциации генеральных директоров Программы обновления рынка IESO и участвовал в работе других консультативных комитетов, связанных с энергетическим рынком..
Грод был выбран вице-президентом Украинско-канадского конгресса (UCC) в 2001 году. В ходе IX официального заседания он был избран одновременно президентом и вице-президентом Конгресса украинцев Канады в 2010 году. Грод, как и многие другие, стал более активно участвовать в политике, когда 22 февраля 2014 года в результате революции Евромайдана был свергнут президент Виктор Янукович.
После встречи с премьер-министром Украины Владимиром Гройсманом 27 ноября 2018 года Грод провел безальтернативные выборы на пост президента ВКУ сроком на четыре года. Он сменил на посту Юджина Чолия, проработавшего десять лет. В тот период Грод курировал ряд программ и комитетов, в том числе Совет ВКУ в поддержку Украины и многие зарубежные группы наблюдателей за выборами в Украине.
В апреле 2022 года Грод посетил Варшаву, где провел встречи с президентом Польши Анджеем Дудой и другими правительственными чиновниками, а также дал интервью Укринформу, в котором рассказал о своём визите, плане развития мирового украинского сообщества и о том, как диаспора украинцев помогает Украине в условиях продолжающегося массированного российского нападения.

## Личная жизнь
Грод женат, имеет четверо маленьких детей, родители которых иммигрировали в Канаду из Украины. Он посвящает свое время ряду некоммерческих организаций и местных ассоциаций.

## Награды
- Медаль Бриллиантового юбилея королевы (17 мая 2012 г.); вручена министром Джейсоном Кенни в знак признания его значительного вклада и достижений на службе Канаде[6].
- Журнал Hill Times «Power and Influence» и журнал Embassy Magazine включили его в список 100 важнейщих людей (21-е место), влияющих на мировую судьбу Канады.[7]
- Юбилейная медаль к 25-летию Украины, врученная Президентом Украины в знак признания его выдающейся личной приверженности укреплению авторитета Украины во всем мире.
- Медаль Шевченко от UCC за выдающиеся заслуги в развитии украинско-канадской общины.